# Sjukvårdspartiet (Norrbotten)
Sjukvårdspartiet (före 2017 Norrbottens sjukvårdsparti (NS)), är ett politiskt parti som endast verkar i Norrbottens län. Partiet kallar sig blockpolitiskt obundet samt tvärpolitiskt. Partiet har hälso- och sjukvården som kärnfrågor och har suttit i Norrbottens läns landstingsfullmäktige/regionfullmäktige sedan 1994.
Partiet ingår i partiförbundet Sjukvårdspartiet.

## Valresultat till landstingsfullmäktige
| År   | Röster | Procent | Mandat  |
| ---- | ------ | ------- | ------- |
| 1994 | 47 310 | 27,0 %  | 19 / 71 |
| 1998 | 23 274 | 14,65 % | 11 / 71 |
| 2002 | 35 593 | 23,18 % | 17 / 71 |
| 2006 | 23 722 | 15,44 % | 13 / 71 |
| 2010 | 26 321 | 16,37 % | 13 / 71 |
| 2014 | 41 702 | 25,27 % | 19 / 71 |
| 2018 | 57 835 | 34,69 % | 27 / 71 |
| 2022 | 13 048 | 8,22 %  | 6 / 71  |

Partiet har varit näst största partiet i landstingsfullmäktige från 1994 till 1998, då Vänsterpartiet fick 1 mandat mer, och ånyo från 2002 till 2018. Från 2018 till 2022 var partiet det största i regionfullmäktige.

## Kommunfullmäktige
Mandatperioden 2010–2014 var partiet representerat i följande kommuner: Boden (2 mandat), Gällivare (2 mandat), Kiruna (1 mandat), Pajala (2 mandat), Piteå (1 mandat), Älvsbyn (1 mandat) och Övertorneå (2 mandat).
Efter valet 2014 hade partiet mandat i följande kommuner: Kiruna (3 mandat), Boden (2 mandat), Gällivare (2 mandat), Pajala (2 mandat), Piteå (3 mandat), Älvsbyn (1 mandat) och Övertorneå (2 mandat).